# Football League Championship de 2011–12
Football League Championship de 2011–12 (oficialmente, Npower Football League Championship 2011–12) será a oitava edição da Football League Championship desde a mudança de nome ocorrida na temporada 2004–05, e a 106ª do segundo nível da Pirâmide do Futebol Inglês.

## Regulamento
A Football League Championship é disputada por 24 clubes em dois turnos. Em cada turno, todos os times jogaram entre si uma única vez. Os jogos do segundo turno serão realizados na mesma ordem do primeiro, apenas com o mando de campo invertido. Os dois primeiros colocados são automaticamente promovidos para a Premier League, e os três últimos rebaixados para a Football League One.

### Play-Off
Play-Off é uma fase extra disputada entre o terceiro ao sexto colocado para definir o terceiro clube promovido para a Premier League. O terceiro enfrenta o sexto colocado, e o quarto enfrenta o quinto colocado em jogos de ida e volta. O vencedor de cada partida se enfrenta em jogo único no Estádio de Wembley, em Londres.

## Participantes
| Clube                  | Cidade             | Estádio              | Capacidade |
| ---------------------- | ------------------ | -------------------- | ---------- |
| Barnsley               | Barnsley           | Oakwell              | 23.009     |
| Birmingham             | Birmingham         | St Andrew's Stadium  | 30,079     |
| Blackpool              | Blackpool          | Bloomfield Road      | 12,555     |
| Brighton & Hove Albion | Brighton & Hove    | Falmer Stadium       | 22,374     |
| Bristol City           | Bristol            | Ashton Gate Stadium  | 21.497     |
| Burnley                | Burnley            | Turf Moor            | 22.546     |
| Cardiff City           | Cardiff            | Cardiff City Stadium | 26.828     |
| Coventry City          | Coventry           | Ricoh Arena          | 32.609     |
| Crystal Palace         | Londres            | Selhurst Park        | 26.309     |
| Derby County           | Derby              | Pride Park Stadium   | 33.597     |
| Doncaster Rovers       | Doncaster          | Keepmoat Stadium     | 15.231     |
| Hull City              | Kingston upon Hull | KC Stadium           | 25.404     |
| Ipswich Town           | Ipswich            | Portman Road         | 30.311     |
| Leeds United           | Leeds              | Elland Road          | 39.460     |
| Leicester City         | Leicester          | Walkers Stadium      | 32.500     |
| Middlesbrough          | Middlesbrough      | Riverside Stadium    | 34.988     |
| Millwall               | Londres            | The Den              | 20.146     |
| Nottingham Forest      | Nottingham         | City Ground          | 30.576     |
| Peterborough United    | Peterborough       | London Road Stadium  | 15,314     |
| Portsmouth             | Portsmouth         | Fratton Park         | 20.224     |
| Reading                | Reading            | Madejski Stadium     | 24.224     |
| Southampton            | Southampton        | St Mary's Stadium    | 32,689     |
| Watford                | Watford            | Vicarage Road        | 23.500     |
| West Ham United        | Londres            | Upton Park           | 35.303     |

### Entradas
Promovidos da League One 2010-11
- Brighton & Hove Albion
- Southampton
- Peterborough United

Rebaixados da Premier League 2010-11
- Birmingham
- Blackpool
- West Ham United

### Saídas
Promovidos para Premier League 2011-12
- Queens Park Rangers
- Norwich City
- Swansea City

Rebaixados para League One 2011-12
- Sheffield United
- Scunthorpe United
- Preston North End

### Mudança nas regras
- A Football Association e a Associação de Futebol do País de Gales, decidirão em conjunto ações disciplinares para clubes galeses na Premier League e na Football League.[1]
- Apenas cinco jogadores poderão ser nomeados para serem substitutos em cada partida, este número era de sete até a ultima temporada.[2]

## Classificação
| 1  | Reading                | 89  | 46 | 27 | 8  | 11 | 69 | 41 | +28 |
| 2  | Southampton            | 88  | 46 | 26 | 10 | 10 | 85 | 46 | +39 |
| 3  | West Ham United        | 86  | 46 | 24 | 14 | 8  | 81 | 48 | +33 |
| 4  | Birmingham City        | 76  | 46 | 20 | 16 | 10 | 78 | 51 | +27 |
| 5  | Blackpool              | 75  | 46 | 20 | 15 | 11 | 79 | 59 | +20 |
| 6  | Cardiff City           | 75  | 46 | 19 | 18 | 9  | 66 | 53 | +13 |
| 7  | Middlesbrough          | 70  | 46 | 18 | 16 | 12 | 52 | 51 | +1  |
| 8  | Hull City              | 68  | 46 | 19 | 11 | 16 | 47 | 43 | +4  |
| 9  | Leicester City         | 66  | 46 | 18 | 12 | 16 | 66 | 55 | +11 |
| 10 | Brighton & Hove Albion | 66  | 46 | 17 | 15 | 14 | 52 | 52 | 0   |
| 11 | Watford                | 64  | 46 | 16 | 16 | 14 | 56 | 64 | -8  |
| 12 | Derby County           | 64  | 46 | 18 | 10 | 18 | 50 | 58 | -8  |
| 13 | Burnley                | 62  | 46 | 17 | 11 | 18 | 61 | 58 | +3  |
| 14 | Leeds United           | 61  | 46 | 17 | 10 | 19 | 65 | 68 | -3  |
| 15 | Ipswich Town           | 61  | 46 | 17 | 10 | 19 | 69 | 77 | -8  |
| 16 | Millwall               | 57  | 46 | 15 | 12 | 19 | 55 | 57 | -2  |
| 17 | Crystal Palace         | 56  | 46 | 13 | 17 | 16 | 46 | 51 | -5  |
| 18 | Peterborough United    | 50  | 46 | 13 | 11 | 22 | 67 | 77 | -10 |
| 19 | Nottingham Forest      | 50  | 46 | 14 | 8  | 24 | 47 | 63 | -16 |
| 20 | Bristol City           | 49  | 46 | 12 | 13 | 21 | 44 | 68 | -24 |
| 21 | Barnsley               | 48  | 46 | 13 | 9  | 24 | 49 | 74 | -25 |
| 22 | Portsmouth             | 401 | 46 | 13 | 11 | 22 | 50 | 59 | -9  |
| 23 | Coventry City          | 40  | 46 | 9  | 13 | 24 | 41 | 65 | -24 |
| 24 | Doncaster Rovers       | 36  | 46 | 8  | 12 | 26 | 43 | 80 | -37 |

|  |                                              |
|  | Promovidos diretamente para a Premier League |
|  | Classificados para os playoffs               |
|  | Rebaixados para a Football League One        |

1 O Portsmouth perdeu 10 pontos por irregularidades econômicas

## Resultados
|                        | BAR | BIR | BLA | B&H | BRI | BUR | CAR | COV | CPA | DER | DON | HUL | IPS | LEE | LEI | MID | MIL | NOT | PET | POR | REA | SOU | WAT | WHU |
| ---------------------- | --- | --- | --- | --- | --- | --- | --- | --- | --- | --- | --- | --- | --- | --- | --- | --- | --- | --- | --- | --- | --- | --- | --- | --- |
| Barnsley               | —   | 1–3 | 1–3 | 0–0 | 1–2 | 2–0 | 0–1 | 2–0 | 2–1 | 3–2 | 2–0 | 2–1 | 3–5 | 4–1 | 1–1 | 1–3 | 1–3 | 1–1 | 1–0 | 2–0 | 0–4 | 0–1 | 1–1 | 0–4 |
| Birmingham             | 1–1 | —   | 3–0 | 0–0 | 2–2 | 2–1 | 1–1 | 1–0 | 3–1 | 2–2 | 2–1 | 0–0 | 2–1 | 1–0 | 2–0 | 3–0 | 3–0 | 1–2 | 1–1 | 1–0 | 2–0 | 0–0 | 3–0 | 1–1 |
| Blackpool              | 1–1 | 2–2 | —   | 3–1 | 5–0 | 4–0 | 1–1 | 2–1 | 2–1 | 0–1 | 2–1 | 1–1 | 2–0 | 1–0 | 3–3 | 3–0 | 1–0 | 1–2 | 2–0 | 1–1 | 1–0 | 3–0 | 0–0 | 1–4 |
| Brighton & Hove Albion | 2–0 | 1–1 | 2–2 | —   | 2–0 | 0–1 | 2–2 | 2–1 | 1–3 | 2–0 | 2–1 | 0–0 | 3–0 | 3–3 | 1–0 | 1–1 | 2–2 | 1–0 | 2–0 | 2–0 | 0–1 | 3–0 | 2–2 | 0–1 |
| Bristol City           | 2–0 | 0–2 | 1–3 | 0–1 | —   | 3–1 | 1–2 | 3–1 | 2–2 | 1–1 | 2–1 | 1–1 | 0–3 | 0–3 | 3–2 | 0–1 | 1–0 | 0–0 | 1–2 | 0–0 | 2–3 | 2–0 | 0–2 | 1–1 |
| Burnley                | 2–0 | 1–3 | 3–1 | 1–0 | 1–1 | —   | 1–1 | 1–1 | 1–1 | 0–0 | 3–0 | 1–0 | 4–0 | 1–2 | 1–3 | 0–2 | 1–3 | 5–1 | 1–1 | 0–1 | 0–1 | 1–1 | 2–2 | 2–2 |
| Cardiff City           | 5–3 | 1–0 | 1–3 | 1–3 | 3–1 | 0–0 | —   | 2–2 | 2–0 | 2–0 | 2–0 | 0–3 | 2–2 | 1–1 | 0–0 | 2–3 | 0–0 | 1–0 | 3–1 | 3–2 | 3–1 | 2–1 | 1–1 | 0–2 |
| Coventry City          | 1–0 | 1–1 | 2–2 | 2–0 | 1–0 | 1–2 | 1–1 | —   | 1–1 | 2–0 | 0–2 | 0–1 | 2–3 | 2–1 | 0–1 | 3–1 | 0–1 | 1–0 | 2–2 | 2–0 | 1–1 | 2–4 | 0–0 | 1–2 |
| Crystal Palace         | 1–0 | 1–0 | 1–1 | 1–1 | 1–0 | 2–0 | 1–2 | 2–1 | —   | 1–1 | 1–1 | 0–0 | 1–1 | 1–1 | 1–2 | 0–1 | 0–0 | 0–3 | 1–0 | 0–0 | 0–0 | 0–2 | 4–0 | 2–2 |
| Derby County           | 1–1 | 2–1 | 2–1 | 0–1 | 2–1 | 1–2 | 0–3 | 1–0 | 3–2 | —   | 3–0 | 0–2 | 0–0 | 1–0 | 0–1 | 0–1 | 3–0 | 1–0 | 1–1 | 3–1 | 0–1 | 1–1 | 1–2 | 2–1 |
| Doncaster Rovers       | 2–0 | 1–3 | 1–3 | 1–1 | 1–1 | 1–2 | 0–0 | 1–1 | 1–0 | 1–2 | —   | 1–1 | 2–3 | 0–3 | 2–1 | 1–3 | 0–3 | 0–1 | 1–1 | 3–4 | 1–1 | 1–0 | 0–0 | 0–1 |
| Hull City              | 3–1 | 2–1 | 0–1 | 0–0 | 3–0 | 2–3 | 2–1 | 0–2 | 0–1 | 0–1 | 0–0 | —   | 2–2 | 0–0 | 2–1 | 2–1 | 2–0 | 2–1 | 1–0 | 1–0 | 1–0 | 0–2 | 3–2 | 0–2 |
| Ipswich Town           |     |     |     |     |     |     |     |     |     |     |     |     | —   |     |     |     |     |     |     |     |     |     |     |     |
| Leeds United           |     |     |     |     |     |     |     |     |     |     |     |     |     | —   |     |     |     |     |     |     |     |     |     |     |
| Leicester City         |     |     |     |     |     |     |     |     |     |     |     |     |     |     | —   |     |     |     |     |     |     |     |     |     |
| Middlesbrough          |     |     |     |     |     |     |     |     |     |     |     |     |     |     |     | —   |     |     |     |     |     |     |     |     |
| Millwall               |     |     |     |     |     |     |     |     |     |     |     |     |     |     |     |     | —   |     |     |     |     |     |     |     |
| Nottingham Forest      |     |     |     |     |     |     |     |     |     |     |     |     |     |     |     |     |     | —   |     |     |     |     |     |     |
| Peterborough United    |     |     |     |     |     |     |     |     |     |     |     |     |     |     |     |     |     |     | —   |     |     |     |     |     |
| Portsmouth             |     |     |     |     |     |     |     |     |     |     |     |     |     |     |     |     |     |     |     | —   |     |     |     |     |
| Reading                |     |     |     |     |     |     |     |     |     |     |     |     |     |     |     |     |     |     |     |     | —   |     |     |     |
| Southampton            |     |     |     |     |     |     |     |     |     |     |     |     |     |     |     |     |     |     |     |     |     | —   |     |     |
| Watford                |     |     |     |     |     |     |     |     |     |     |     |     |     |     |     |     |     |     |     |     |     |     | —   |     |
| West Ham United        |     |     |     |     |     |     |     |     |     |     |     |     |     |     |     |     |     |     |     |     |     |     |     | —   |

| Vitória do mandante; Vitória do visitante; Empate. Em negrito os jogos "clássicos". |